# Neuroxena biplagiata
Neuroxena biplagiata är en fjärilsart som beskrevs av M.Gaede 1926. Neuroxena biplagiata ingår i släktet Neuroxena och familjen björnspinnare. Inga underarter finns listade i Catalogue of Life.